# Androlikou
Androlikou, auch Androlykou, (griechisch Ανδρολύκου, türkisch Gündoğdu) ist eine Gemeinde im Bezirk Paphos in der Republik Zypern. Bei der Volkszählung im Jahr 2021 hatte sie 28 Einwohner.
Androlikou ist bekannt für die Steinbrüche in der Umgebung, aus denen Baumaterialien gewonnen werden.

## Name
Es wird angenommen, dass der Name der Gemeinde von ihrem ersten Einwohner stammt, der Androlykos genannt wurde (von den Wörtern Mann und Wolf). 1958 nahmen die zyperntürkischen Einwohner von Androlikou den Namen Gündoğdu an, was „die Rose der Sonne“ bedeutet.

## Lage und Umgebung

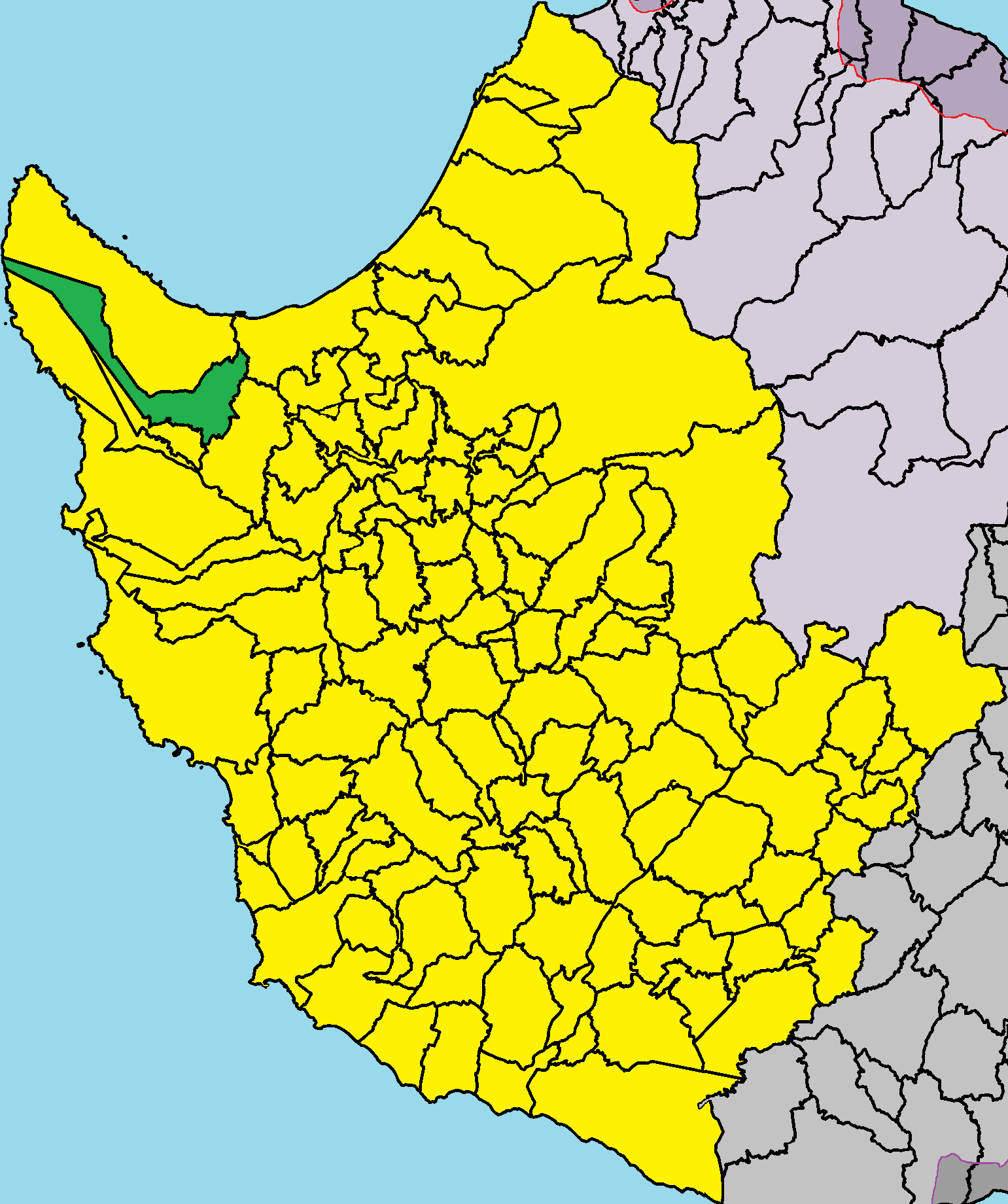
Lage im Bezirk Paphos

Androlikou liegt im Westen der Mittelmeerinsel Zypern auf einer Höhe von etwa 300 Metern, etwa 25 Kilometer nördlich von Paphos und 93 Kilometer westlich von Nikosia. Das 19,319 Quadratkilometer große Dorf grenzt im Norden an Neo Chorio, im Nordosten an Polis, im Südosten, Süden und Westen an Drousia und im Süden an Fasli. Ein kleiner Teil westlich des Verwaltungsgebiets liegt am Meer. Der Westen der Gemeinde liegt im Naturschutzgebiet von Akamas. Im Ort liegen auch die Androlikou-Schluchten, die unter dem Schutz des Natura 2000-Netzwerks stehen.

## Geschichte
In der Gegend von Androlikou gibt es seit Jahrhunderten Bergbauaktivitäten. Die alten Römer und Griechen förderten Kupfer und Eisen sowie andere Mineralien. Im Mittelalter und in der Neuzeit wurde der Bergbau fortgesetzt. Heutzutage werden Baumaterialien wie Kalk- und Sandstein sowie Ziersteine für den Bau und Landschaftsbau abgebaut.

### Bevölkerungsentwicklung
Die Bevölkerung von Androlikou erreichte 1973 ihren Höhepunkt, als 500 Einwohner, allesamt Zyperntürken, in der Gemeinde registriert wurden. Während der bikommunalen Unruhen von 1958 ließen sich viele Zyperntürken aus dem benachbarten Neo Chorio in Androlikou, nieder. Dasselbe geschah während der bikommunalen Unruhen in der Zeit von 1963 bis 1964 mit Zyperntürken aus Fasli. Infolge der türkischen Invasion von 1974 wurde die Gemeinde am 22. August 1975 evakuiert, als ihre Bewohner unter UNFICYP-Eskorte nach Nordzypern transportiert wurden. Die meisten ließen sich in Myrtou, Lapta, Famagusta und Morfou nieder.
Nur ein Zyperntürke blieb in Androlikou, der eine Zyperngriechin geheiratet hatte. Die Familie des Paares waren die einzigen Bewohner der Gemeinde, während das Paar die einzigen Bewohner der Gemeinde waren, als die Volkszählung von 2001 durchgeführt wurde. Bei der Volkszählung 2011 wurden 34 Einwohner erfasst.
Die folgende Tabelle zeigt die Bevölkerung der Gemeinde gemäß den in Zypern durchgeführten Volkszählungen.
| Jahr      | 1881 | 1891 | 1901 | 1911 | 1921 | 1931 | 1946 | 1960 | 1976 | 1982 | 1992 | 2001 | 2011 | 2021 |
| Einwohner | 255  | 325  | 272  | 296  | 351  | 289  | 365  | 385  | 14   | 12   | 11   | 2    | 34   | 28   |